# Contea di Dauphin
La contea di Dauphin (in inglese Dauphin County) è una contea dello Stato della Pennsylvania, negli Stati Uniti. La popolazione al censimento del 2000 era di 213 674 abitanti. Il capoluogo di contea è Harrisburg, capitale della Pennsylvania.

## Geografia fisica
La contea si trova nell'interno della parte sud-orientale della Pennsylvania. L'U.S. Census Bureau certifica che l'estensione della contea è di 1445 km², di cui 83 km² costituiti da acque interne. Il confine occidentale è segnato dal fiume Susquehanna e è delimitata a nord dal Mahantango Creek e a sud dal Conewago Creek. La topografia si innalza da una regione di pianura alluvionale nel sud fino alle montagne della catena ridge-and-valley nel nord.
L’industriale dolciario Milton Snavely Hershey fondò nel 1903 la città-azienda di Hershey, dove costruì lo stabilimento per la produzione di cioccolato più grande del mondo.

### Contee confinanti[3]
- Contea di Northumberland - ovest
- Contea di Schuylkill - nord-est
- Contea di Lebanon - est
- Contea di Lancaster - sud
- Contea di York - sud-ovest
- Contea di Cumberland - ovest
- Contea di Perry - ovest
- Contea di Juniata - nord-ovest

## Storia
La contea di Dauphin fu costituita il 4 marzo 1785 a partire dalla contea di Lancaster. Deve il suo nome al titolo del figlio maggiore del re di Francia Luigi XVI, Delfino di Francia (Dauphin de France) Luigi Giuseppe di Borbone-Francia, che all'epoca aveva solo 4 anni e che morì 4 anni più tardi. La contea fu abitata dai Paxton Boys, un gruppo di ranger che sterminò gli ultimi 20 membri del popolo Susquehanna nei pressi della città di Lancaster, nel dicembre 1763, durante la rivolta nota come Guerra di Pontiac.
Nella township di Londonderry, a sud di Harrisburg, c'è la centrale nucleare di Three Mile Island, oggetto nel 1979 di un incidente che è ricordato come il più grave incidente nucleare mai verificatosi negli Stati Uniti.

## Comuni

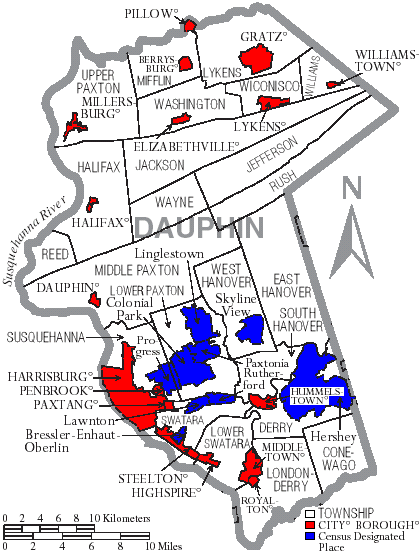
Cartina della Contea di Dauphin con la suddivisione amministrativa in comuni. In rosso sono indicate city e borough, in bianco le township, e in blu i Census-designated place

La contea è amministrativamente suddivisa in una city, 16 borough e 23 township. Vi sono inoltre 10 Census-designated place.
| - Berrysburg - borough - Conewago - township - Dauphin - borough - Derry - township - East Hanover - township - Elizabethville - borough - Gratz - borough - Halifax - borough - Halifax - township - Harrisburg (capoluogo) - city - Highspire - borough - Hummelstown - borough - Jackson - township - Jefferson - township | - Londonderry - township - Lower Paxton - township - Lower Swatara - township - Lykens - borough - Lykens - township - Middle Paxton - township - Middletown - borough - Mifflin - township - Millersburg - borough - Paxtang - borough - Penbrook - borough - Pillow - borough - Reed - township - Royalton - borough | - Rush - township - South Hanover - township - Steelton - borough - Susquehanna - township - Swatara - township - Upper Paxton - township - Washington - township - Wayne - township - West Hanover - township - Wiconisco - township - Williams - township - Williamstown - borough |

### Census-designated place
| - Bressler - Colonial Park - Enhaut - Hershey - Lawnton | - Lenkerville - Linglestown - Oberlin - Palmdale - Paxtonia | - Progress - Rutherford - Skyline View - Union Deposit - Wiconisco |